# 崔志涛
崔志涛（葡萄牙語：Choi Chi Tou，？—），男，汉族，中华人民共和国政治人物。现任澳门日报总编辑，全国政协文化文史和学习委员会委员。第十四届全国政协委员。